# Огнянович, Радивое
Радивое Огнянович (сербохорв. Radivoje Ognjanović; 1 июля 1933, Строшинци — 30 августа 2011, Белград) — югославский футболист, игравший на позиции нападающего. По завершении игровой карьеры — тренер.

## Клубная карьера
Во взрослом футболе дебютировал выступлениями за команду «Срем», а в 1951 года перешёл в столичный «Партизан».
В 1952 году выиграл Кубок Югославии с «Партизаном», но закрепиться в белградской команде не сумел и 1953—1961 годах выступал в другом столичном клубе «Раднички» (Белград). Сыграл за новую команду следующие семь сезонов своей игровой карьеры. Большинство времени, проведенного в составе клуба, был основным игроком атакующей звена команды и одним из главных бомбардиров команды, имея среднюю результативность на уровне 0,38 гола за игру первенства.
В 1961 году он вернулся в «Партизан», с которым в первом же сезоне выиграл национальный чемпионат, однако основным игроком так и не стал, и вскоре перешел в стан их главного конкурента, клуба «Црвена Звезда», где впрочем тоже не закрепился.
В 1963 году уехал в Австрию, где стал игроком «Штурма» (Грац), с которым стал победителем второго дивизиона страны, после чего уехал в Швейцарию, где и играл до конца карьеры в клубах «Базель» и «Гренхен».

## Выступления за сборные
Привлекался в состав молодежной сборной Югославии.
17 ноября 1957 года дебютировал в официальных матчах в составе национальной сборной Югославии в отборочном матче к чемпионату мира 1958 года против сборной Румынии (2:0). Благодаря этой победе югославская сборная выиграла свою группу отбора и вышла в финальную стадию чемпионат мира. На самом чемпионате мира 1958 года в Швеции Огнянович сыграл в двух матчах: с Парагваем (3:3), в котором забил свой единственный мяч за сборную, позволивший сыграть вничью и выйти в четвертьфинал. В том матче Радивое также принял участие, его сборная проиграла 0:1.
Последний раз сыграл за сборную 26 апреля 1959 в матче Кубка Центральной Европы против сборной Швейцарии (5:1), а всего же в течение карьеры в национальной команде, которая длилась 3 года, провел в форме главной команды страны 5 матчей, забив 1 гол.

## Карьера тренера
В 1982 году, после неудачного выступления сборной Камеруна на чемпионате мира, Радивое возглавил эту команду, сменив Жана Венсана и привел команду к победе на Кубке африканских наций 1984 в Кот-д’Ивуаре, а также руководил командой на Олимпийских играх 1984 в Лос Анджелесе.
В течение 1989—1992 годов возглавлял тренерский штаб сборной Кот-д’Ивуара, с которой вышел на Кубок африканских наций 1990 года в Алжире, однако на турнире команда выступила неудачно и не вышла из группы.
Последним местом тренерской работы была олимпийская сборную Китая, главным тренером которой Радивое Огнянович был с 1993 по 1994 год.

## Титулы и достижения

### Как игрока
- Чемпион Югославии: 1961-62
- Обладатель Кубка Югославии: 1952

### Как тренера
- Обладатель Кубка африканских наций (1): 1984